# Съяново-1

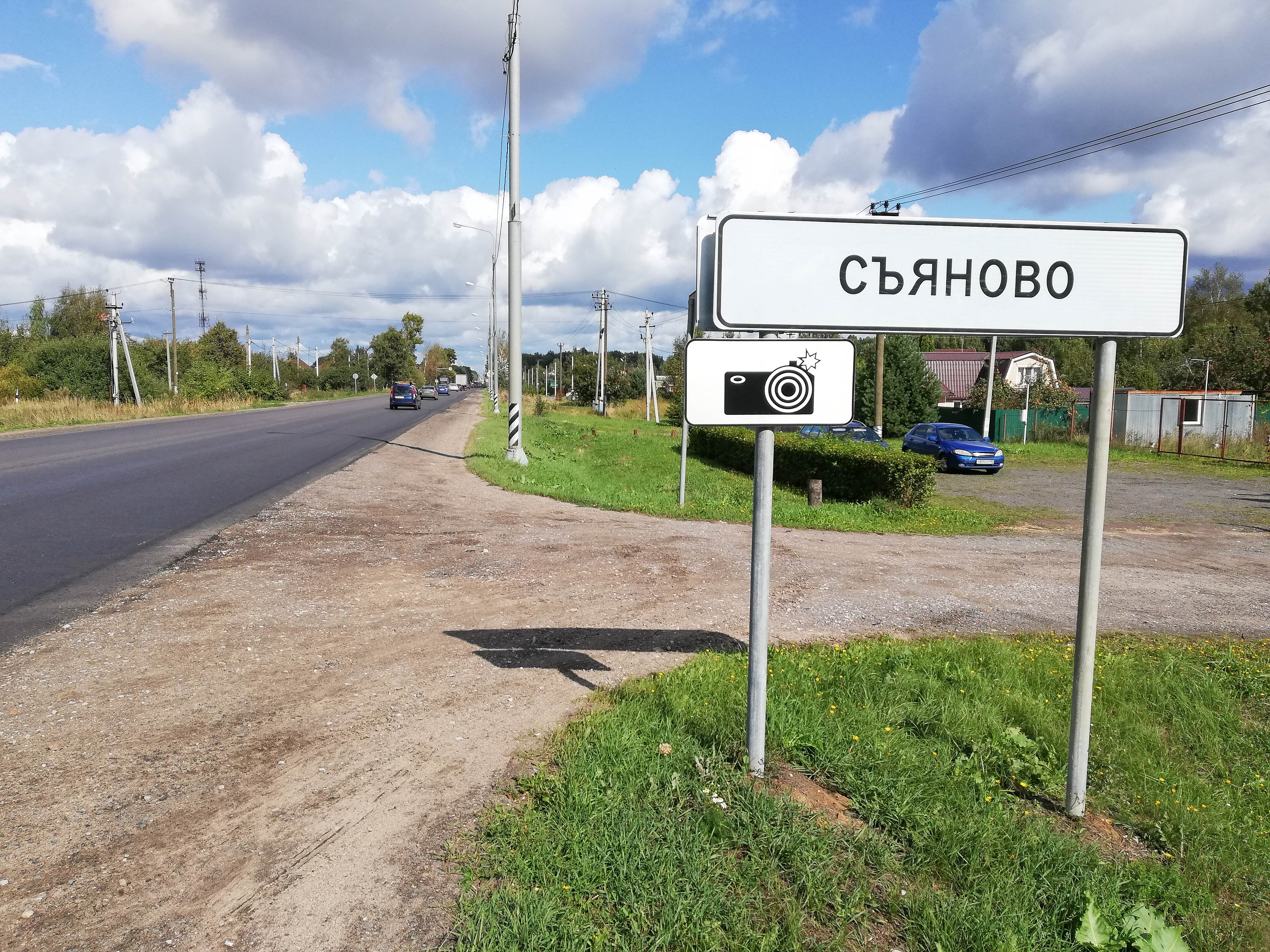
Въезд в деревню

Съяново-1 — деревня в Серпуховском районе Московской области. Входит в состав Васильевского сельского поселения (до 29 ноября 2006 года входила в состав Васильевского сельского округа).

## Население
| 2002 | 2006 | 2010 |
| ---- | ---- | ---- |
| 39   | ↘38  | ↗55  |

## География
Съяново-1 расположено примерно в 9 км (по шоссе), на север от Серпухова, на автодороге Крым, высота центра деревни над уровнем моря — 176 м.

## Современное состояние
На 2016 год в деревне зарегистрировано 1 садовое товарищество. Съяново связано автобусным сообщением с райцентром и соседними населёнными пунктами.
В юго-западном направлении от деревни, на расстоянии 1080 метров от границы находится одноименный полигон твёрдых бытовых отходов "Съяново-1".
Размеры полигона составляют 500х200 метров, высота насыпи более 30 метров. Официально полигон был закрыт в декабре 2016 года. В течение 2016 и 2017 гг. на полигоне "Съяново-1" наблюдались возгорания, которые сопровождались специфическим запахом отходов. В конце январе 2018 года администрация города Серпухов планирует начало работ по бурению и монтажу системы дегазации.